# 朱姆卡勒区
朱姆卡勒区，另译朱姆加尔区，是吉尔吉斯斯坦納倫州下辖的一个区。该区治所位于恰耶克。该区面积为4,803平方（1,854平方英里），2009年常住人口为40,718人。朱姆卡勒河位于该区境内。